# فلسفة الدين
فلسفة الدين هي الدراسة العقلية للمعاني والمحاكمات التي تطرحها الأسس الدينية وتفسيراتها للظواهر الطبيعية وما وراء-الطبيعية مثل الخلق والموت ووجود الخالق.
فلسفة الدين هي فرع من فروع الفلسفة تتعلق بالأسئلة المختصة بالدين، كما هي وطبيعة الرب وقضية وجوده، وتفحّص التجربة الدينية، وتحليل المفردات والنصوص الدينية، والعلاقة بين الدين والعلم. وهو منهج قديم، وجد في أقدم المخطوطات المتعلقة بالفلسفة التي عرفتها البشرية، وهو يرتبط بفروع أخرى من الفلسفة والفكر العام كالميتافيزيقيا والمنطق والتاريخ. فلسفة الدين عادةَ ماتتم مناقشتها خارج الأطر الأكاديمية من خلال الكتب المشهورة والمناظرات، خصوصاً فيما يتعلق بقضيتي وجود الرب ومعضلة الشر.
فلسفة الدين تختلف عن الفلسفة الدينية من ناحية إنها تطمح لمناقشة أسئلة تتعلق بطبيعة الدين ككل عوضاً عن تحليل المشاكل المطروحة من نظام إيماني أو معتقد معيّن. هي مصممة بطريقة تجعلها قابلة للنقاش من قبل كل من يعرّفوا أنفسهم بأنهم مؤمنين أو غير مؤمنين.
و كفرع من الميتافيزيقيا
اعتبرت فلسفة الدين كلاسيكياً كجزء من الميتافيزيقيا. وصف أرسطو في كتابه «ميتافيزيقيا» المسببات الأولى كواحدة من فروع تحقيقه وبحثه. بالنسبة لأرسطو، المسبب الأول كان المحرك الغير متحرك، الكائن الذي يبعث الحركة في الكون دون أن يكون هو في ذاته في حالة حركة، وهذا قد تمت تسميته بالرب، خصوصاً عندما ظهرت أعمال أرسطو مرة أخرى على السطح في القرون الوسطى بالغرب. هذا الجدل حول المحرّك الأول والمسبب الأول سمي لاحقاً باللاهوت الطبيعي من قبل الفلاسفة العقليين بالقرن السابع والثامن عشر. اليوم، تبنى الفلاسفة مصطلح فلسفة الدين لهذا الموضوع، وهو عادةً ما يتم اعتباره كمجال مستقل من التخصص، على الرغم من أنه مازال بعض الفلاسفة، خصوصاً الكاثوليكيين، يعتبرونه فرع من الميتافيزيقيا.

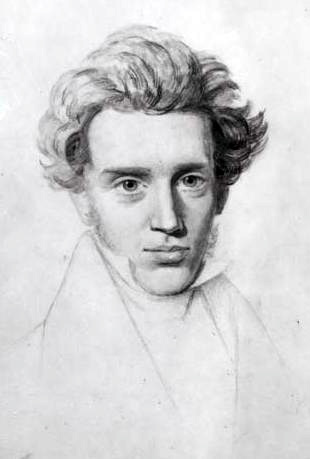
كيركجارد

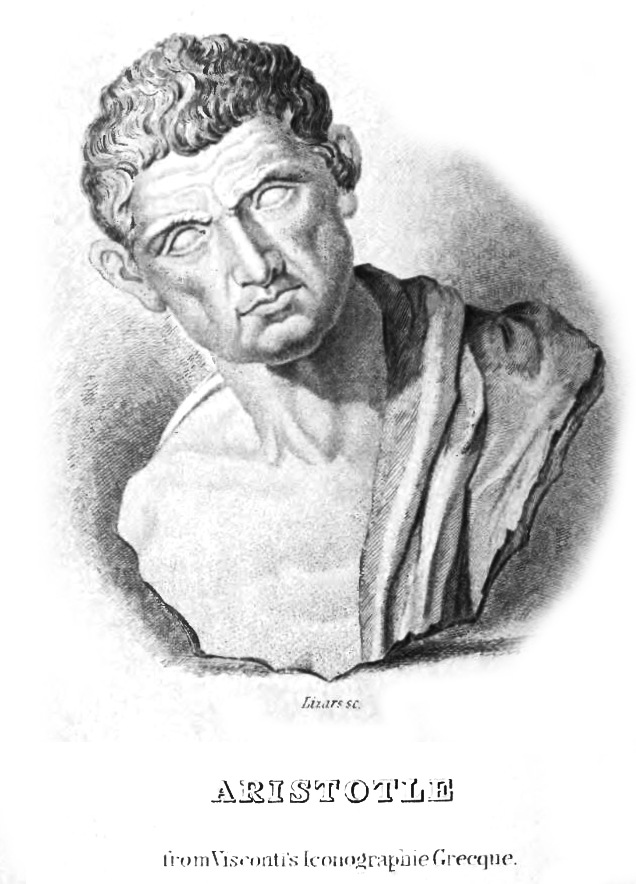
أرسطو

في العلاقة التاريخية بين فلسفة الدين والميتافيزيقيا، كانت المواضيع التقليدية للنقاش الديني هي وجودات (كالآلهة، والملائكة، والقوى الماوراء طبيعية وما شابهها) وأيضاً أحداث وقدرات أو طرق معينة كـ (خلق الكون، القدرة على فعل أو معرفة أي شيء، والتواصل بين البشر والآلهة، وهكذا.) الميتافيزيقيين (والأنطولوجيين بشكل خاص) ركزوا على فهم ما معنى أن شيئاً ما يوجد - ما يشكل من الشيء كيان، أو حدث، أو قدرة، أو عملية. وذلك بسبب أن العديد من أعضاء التقاليد الدينية يؤمنون بأشياء موجودة بطريقة مختلفة كلياً عن الموجودات اليومية، ذلك أن ماهيات الاعتقاد الديني تخلق مشاكل فلسفية معينة كما تعرّف مباديء ميتافيزيقية مركزية.
أسئلة
علماء اللاهوت، مختلفين عن فلاسفة الدين، غالباً مايعتبرون وجود الإله كـ بديهي أو بيّن بذاته ويشرحون ويبررون أو يدعمون الإدعاءات الدينية بالمنطق العقلاني أو الاستعارة الفطرية والمجاز الحدسي. في المقابل، فلاسفة الدين يختبرون وينقدون القواعد المعرفية والمنطقية والأخلاقية والجمالية المتمضنة في إدعاءات دينٍ ما. وبينما العالم اللاهوتي يحلل عقلانياً أو تجريبياً في موضوع طبيعة الإله، الفيلسوف في الدين مهتم أكثر بالسؤال عما هو قابل للمعرفة ولإبداء الرأي فيما يتعلق بالإدعاءات الدينية.
أسئلة أخرى تدرّس في فلسفة الدين تتضمن مالذي، لو أن أي شيء، يعطينا سبب جيد لتصديق أن معجزة حصلت، ماهي العلاقة بين الإيمان والمنطق، مالعلاقة بين الدين والأخلاق، ماهي حالة اللغة الدينية، وهل الصلاة التوسلية (أحياناً تُسمى صلاة الرجاء) تبدو منطقية؟
فلسفة الدين تذهب لما وراء الميتافيزيقيات وهي تخاطب أسئلة في حقول مختلفة كنظرية المعرفة، وفلسفة اللغة، والمنطق الفلسفي، والفلسفة الأخلاقية. انظر أيضًا رأي العالم.

## نظرة عامة
وصف الفيلسوف وليام ل. رو فلسفة الدين بأنَّها «المعاينة النقديَّة لأسس المعتقدات والمفاهيم الدينية»، ويغطي هذا المجال مواضيع متنوِّعة كاختلاف التصورات نحو الإله (أو الآلهة) وأنواع التجارب الدينية والعلاقة المتبادلة بين العلم والدين وطبيعة ونطاق مفاهيم الخير والشر والعواقب الأخلاقيَّة للالتزام الديني وتناول الأديان لمفاهيم الولادة والموت والتاريخ والعادات والإعجاز والوحي والقوة والخلاص والقدسيَّة والغموضيَّة. مصطلح «فلسفة الدين» لم يدخل في الاستعمال اللغوي في الغرب حتى القرن التاسع عشر، وقبل ذلك كانت المعالجة الفلسفية للدين تخلط بين المنهج الفلسفي والمنهج الديني، والأمثلة على ذلك من التاريخ الآسيوي كثيرة، حيث احتلت فلسفة الدين مكانةً هامَّة امتزجت فيها الفلسفة مع المعتقدات الدينية، وتشمل قائمة هذه الأعمال الأوبانيشاد الهندوسيَّة والنصوص الطاويَّة والكونفوشيَّة والبوذيَّة، ومن مدارس الإغريق المحتوية على عناصر دينيَّة أو نظريات حول طبيعة الآلهة الفيثاغوريَّة والرواقيَّة على وجه الخصوص، أما فلسفة العصور الوسطى في العالم الإسلامي والمسيحي فتأثرت كثيراً بالمعتقدات التوحيديَّة للأديان الإبراهيميَّة، وامتد هذا التأثير إلى فلسفة الحداثة المبكرة التي برز فيها توماس هوبز وجون لوك وجورج بيركلي كأبرز فلاسفة هذه الفترة من تناول الدين في الفلسفة.
تختلف فلسفة الدين عن العلوم والإلهيات الدينية (علم اللاهوت المسيحي وعلم الكلام الإسلامي) في استنادها على المنهج الفلسفي، في حين تدور علوم العقيدة الدينية في فلك الدين نفسه، وقد تأخذ ببعض الحجج التي لا يعتد بها الفلاسفة. بعض مظاهر فلسفة الدين تتداخل مع الماورائيات (الميتافيزيقا)، وما يعمِّق من هذا التداخل تناول أرسطو لقضيَّة العلِّة الأولى في فصل الماورائيات، وهو ما أسَّس لتقليد في تاريخ الفلسفة في تناول الدين في هذا السياق، لكن المجتمع الفلسفي اليوم يفرِّق بين المجالين فيما يتمسَّك الفلاسفة الكاثوليك بالتقليد القديم.

## مفهوم الآلهة
بين أولئك الذين يؤمنون بمخلوقات خارقة للطبيعة، البعض يؤمن بوجود إله واحد فقط (الوحدانية)، بينما آخرين، كالهندوس، يؤمنون بالعديد من الآلهة المختلفة (تعدد الآلهة) ولكن في نفس الوقت يقولون أنها جميعها تجليات لرب واحد. لدى الهندوس فلسفة توحديّه يتبعها الكثيرون وهي لا يمكن أن يقال عنها أنها توحيدية أو معدّدة. وبين هاذين التصنيفين العامّين (توحيد الإله وتعدد الإلهة) هناك شريحة واسعة من الاعتقادات المحتملة. على سبيل المثال، هناك بين المؤمنين الموحدين من يؤمن بأن الإله الواحد هو كمثل صانع الساعات الذي ينتهي من خلق الكون ولايتدخل بعد ذلك فيه، بينما البعض الآخر يؤمنون أن الله يستمر بنشاطه في الكون حتى بعد الانتهاء من خلقه. يعترض الملحدون أن تعريف مفهوم بالرب يجب أن يتم تقديمه قبل أن تتم مناقشة أسئلة وجود الإله بشكل بارز.
تتعامل البوذية مع الميتافيزيقيا بشكل أقل مما تتعامل مع الأسئلة الأنطولوجية وهي بشكل عام غير مهتمة بإثبات وجود الإله والرب ولكنها تركز على حالة تُسمى النيرفانا (إنظر أيضاً مو).

### عقلانية الاعتقاد

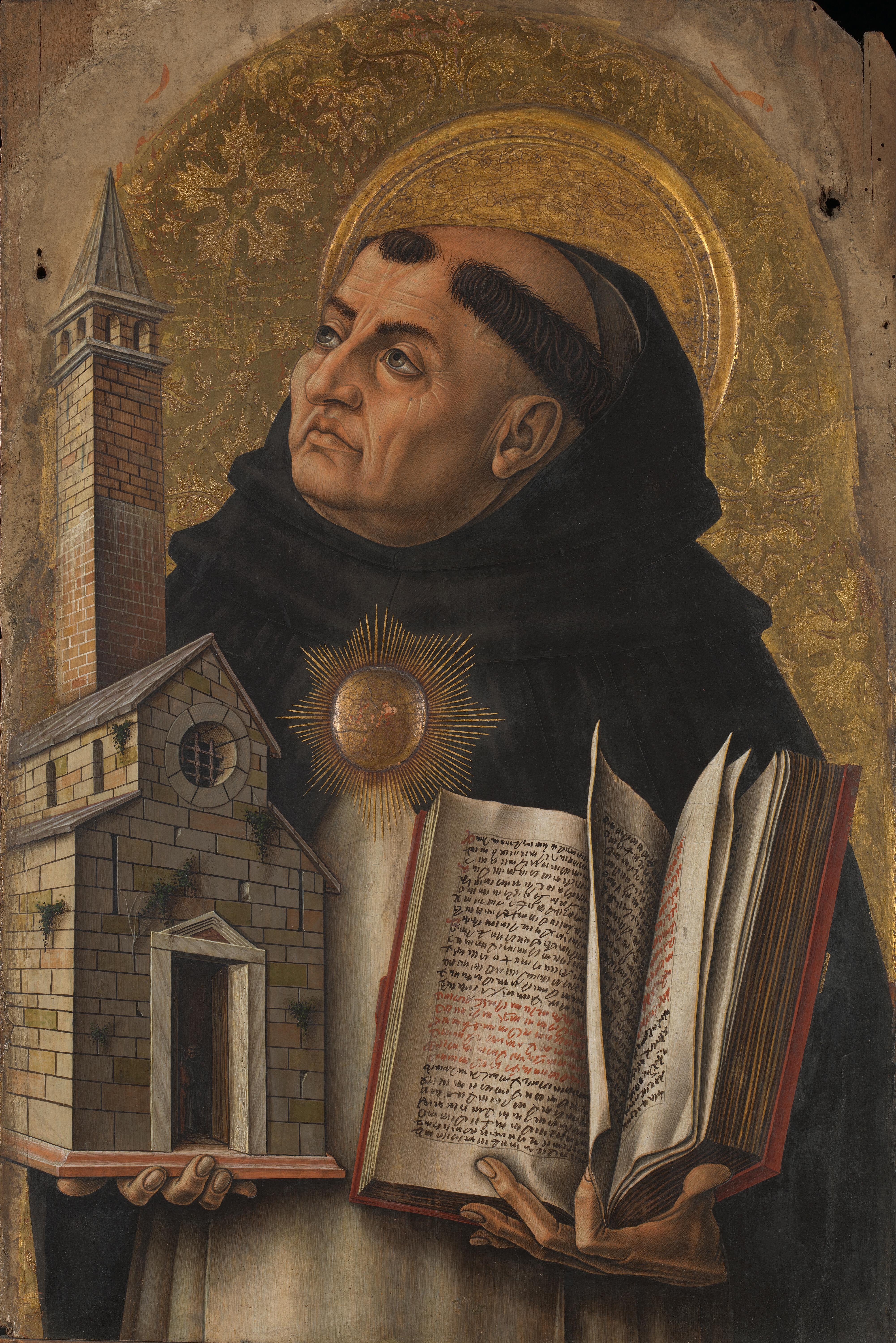
توما الأكويني

### المواقف
السؤال الثاني، «هل لدينا أي سبب جيد للاعتقاد بأن الرب موجود أو غير موجود؟»، هو سؤال مهم في فلسفة الدين. هناك مواقف رئيسية عديدة يستطيع أن يؤمن الشخص فيها فيما يتعلق بوجود الإله:
1. الإيمان بالرب - هو الاعتقاد بوجود إله واحد أو عدد من الآلهة.
2. وحدة الوجود - هو الاعتقاد بإن الله موجود كما كل الأشياء في الكون، أن الله هو الكل وأن الكل هو الله؛ الله ملازم لكل شيء.

الوجود لا التوحد (ان الله ليس بمنعزل عن الكون وليس متوحد لدرجة أنه يعرّف به) - وهو الاعتقاد بأن الله يشمل كل ما في الأكوان لكن الله هو أعظم منها؛ الله متلازم ولكن في نفس الوقت متجاوز ومتسامي.
1. الربوبية - الإيمان بوجود إله لكن بعدم تدخله بما يحصل في الحياة الإنسانية أو بقوانين الكون؛ الإله متسامي.
2. التوحيد - الإيمان بوجود إله واحد يحكم الكون ككيان منفصل ومستقل.
3. تعدد الآلهة - الإيمان بوجود آلهة عدة تحكم الكون كلٌ على حده.
4. هينوثية: الإيمان بأن آلهة عدة قد وقد لا توجد، مع الإقرار بوجود إله أعلى وأسمى.
5. التوحدية - الإيمان بوجود عدة تشخيصات للإله، والتي تمثل نواحي فريدة للإله الأولي.
6. اللاأدرية - الإيمان بأن وجود أو عدم وجود الألهة هو حالياً غير معلوم ولايمكن علمه، أو بأن وجود إله أو آلهة هو شيء لايمكن إثباته.
7. الإلحاد - وهو رفض الإيمان بوجود ألهة. هناك نوعان من الإلحاد: الإلحاد القوي وهو عادة موقف من يقول بأنه ليس هناك آلهة. والإلحاد الضعيف وهو ببساطة غياب الإيمان بوجود أي آلهة.

لاتوجد هناك مواقف حصرية متبادلة. على سبيل المثال، المؤمنين المتشككين هم من يؤمنون بوجود الله بينما هم في حالة تأكد من أن المعرفة بوجود الله هي مسألة غامضة بالفطرة. على نحو مماثل، الملحدين المتشككين ينبذون الإيمان بوجود الألهة، بينما هم يصرون على أن المعرفة فيما إذا هنالك آلهة أم لا هي مسألة غامضة بالفطرة ولايمكن تأكيدها أو دحضها.

### اللاهوت الطبيعي
محاولة توفير أدلة أو مجادلات لوجود الله هي جانب واحد مما يمكن أن نطلق عليه اللاهوت الطبيعي أو مشروع الأيمان الطبيعي. هذا الخيط من اللاهوت الطبيعي يحاول أن يبرر الأيمان بالله على أرضية مستقلة. هناك العديد من الأدب الفلسفي الذي يناقش الدين (خصوصاً الإيمانية - نظرية تقول بأن الأيمان ليس له علاقة بالمنطق والإثبات) ودراسات أخرى تعتبر خارج نطاق اللاهوت الطبيعي. ربما معظم فلسفة الدين تم ترسيخها بناءً على افتراض اللاهوت الطبيعي بأن وجود الله ممكن أن يبرر ويثبت على أسس عقلانية. كان هناك مناظرات لاهوتية وفلسفية هامة تتحدث عن هذا النوع من الأدلة والتبريرات والمجادلات والتي هي مناسبة لهذا الطرح.
الفيلسوف آلڤين بلانتينقا حوّل جهوده لإثبات وجود الله (ذلك بأن المؤمنين بالله -لأي سبب كان- هم عقلانين باعتقادهم هذا) عن طريق تقويم نظرية المعرفة، في سياق نظرية التبرير والغاية الإدراكية المناسبة.
من ردود الفعل الأخرى لللاهوت الطبيعي هي تلك لـفلاسفة ويتجينستيناين، خصوصاً د.ز. فيليبس. فالفيلسوف فيليبس يرفض «اللاهوت الطبيعي» ومساره الإثباتي ويصفه بأنه مرتبك، متحيزاً للمسار النحوي والذي يبحث في معنى الإيمان بالله. بالنسبة لفيليبس، الإيمان بالله ليس افتراض ذو قيمة حقيقة ولكنه شكل من أشكال الحياة. تبعا لذلك، فإن السؤال فيما إذا الله موجود أم لا يُحير الفئات المنطقية والذين يحكمون على اللغة الإيمانية كما اعتادوا أن يحكموا على لغات أخرى كاللغة العلمية. بالنسبة لفيليبس، لايمكن للفلسفة أن تجيب عن سؤال وجود الله «بموضوعية» لإن تصنيفات الخطأ والصواب، والتي هي لازمة لطرح الأسئلة، لايمكن تطبيقها في السياق الديني والذي يكون به الاعتقاد الديني ذو معنى وحس. بصياغة أخرى، من غير الممكن الإجابة على هذا السؤال لإنه لايمكن أن يتم طرحه دون الدخول في حالة ارتباك وتشويش. وكما يرى فيليبس، فإن وظيفة الفيلسوف ليست في أن يُحقق في «عقلانية» الإيمان بالله ولكن أن يبين ماهية هذا الإيمان.

### فلسفة الدين التحليلية
كما في دراسة الأخلاق، الفلسفة التحليلية القديمة كانت تميل إلى تجنب دراسة فلسفة الدين، وانصرفت عنه بشكل كبير (تبعاً للنظرة التجريية العقلانية) على أساس كونه جزء من الميتافيزيقيا ولذلك لامعنى له. جدد انهيار الوضعية المنطقية الاهتمام بفلسفة الدين، وحثت فلاسفة كويليام الستن، جون ماكي، الڤين بلانتينقا، روبرت ميريو ادمز، ريتشارد سوينبرن، وانتوني فلو ليس فقط في أن يقدموا مشكلات جديدة، ولكن أن يعيدوا فتح المواضيع الكلاسيكية مثل طبيعة المعجزات، والمجادلات الدينية، ومعضلة الشر، وعقلانية الإيمان بالله، ومفاهيم متعلقة بطبيعة الله وغيرها الكثير.
ناظر بلانتينقا وماكاي وفلو صلاحية منطق (دفاع الإرادة الحرة) كطريقة من طرق حل معضلة الشر. بينما الستون، متصارعاً مع عواقب فلسفة اللغة التحليلة، عمل على طبيعة اللغة الدينية. واشتغل آدم على العلاقة بين الإيمان والفضيلة. الإبستيمولوجيا التحليلة والميتافيزيقيا شكلوا الحجر الأساس للعديد من المجادلات الدينية ذو التعقيد الفلسفي، مثل المصلحين الإيبستمولوجيين كـ بلانتينقا.
طالما كانت فلسفة الدين التحليلية منشغلة بلودويق ويتجينستاين، كما بتفسيره لفلسفة سورن كيركيجارد الدينية. الفلاسفة كبيتر وينش ونورمان مالكوم طوروا ماأصبح يسمى الفلسفة التأملية عندما كانوا يكتبون مسوداتهم التي نشرت لاحقاً في مجالات عده كالتحقيقات الفلسفية والثقافة والقيمة وأعمال متفرقة أخرى. وكلها متأثره بمدرسة أفكار ويتنجنستيناين المتأصلة بـ «بتقليد سوانسيا» والتي يتضمن اتباعه كـ روش رييز وبيتر وينش ود. ز فيليبس وآخرين غيرهم. المسمى «الفلسفة التأملية» تم إستخدامه لأول مرة على يد د.ز. فيليبس في كتابه «مكان الفلسفة الرائع»، والذي يتكلم عن تأويل لنص من كتاب ويتجنستين «القيمة والثقافة». أول ماخرج هذا التفسير سُمي بـ «إيمانية ويتجنستيناين» من قبل كاي نيلسن لكن أولئك الذين يسمون أنفسهم تابعين لويتجنستيناين في تقليد سوانسيا كرروا رفضهم لذلك المسمى قطعياً واعتبروه انتقاص من مكانة ويتجنستيناين المعتبرة؛ وهذا صحيح خصوصاً من قبل د.ز فيليبس. رداً على هذا التفسير والتأويل، كاي نيلسون ود.ز فيليبس أصبحا من أكثر الفلاسفة بروزاً في فلسفة ويتجنستيناين الدينية.

### فلسفة الدين عند العرب
ممن ألف في اللغة العربية عن فلسفة الدين بمعناه الاصطلاحي الدقيق أ.د. محمد عثمان الخشت في أطروحته للدكتوراة "المعقول واللامعقول في الأديان بين العقلانية النقدية والعقلانية المنحازة" سنة 1993، وتم طباعة هذه الأطروحة في نهضة مصر 2006. وأيضا له مدخل إلى فلسفة الدين" 1998، والدين والميتافيزيا في فلسفة هيوم سنة 1999. والعديد من المؤلفات الأخرى. ويتضمن هذا الفرع علم أصول الدين والأديان المقارنة.
ومن بين مؤرخي الأديان العالميين العلامة ميرسيا الياد.

### من أشهر فلاسفة الدين
- من الغربيين: القديس أوغسطين (354-430)، القديس توما الأكويني (1225-1274)، جون دونس سكوت (1266-1308)، ويليام أوف أوكهام (1287-1347)، رينيه ديكارت (1596-1650)، جون لوك[4] (1632-1704)، ديفيد هيوم.
- من العرب: بين العديد من المفكرين الإسلاميين الذين قدموا مساهمة كبيرة في فلسفة الدين ابن رشد (1126-1198) وابن سينا (970-1037) والغزالي[4]

- من الإيرانيين:

1. علي‌أكبر رشاد

## وصلات خارجية
- روابط لفلسفة الدين  قائمة هائلة بالمواقع المهتمة بالفلسفة والدين والإلهيات.
- مقدمة إلى فلسفة الدين.
- Philosophy of Religion دليل المواضيع الفلسفية الدينية.
- Christian CADRE Philosophy Page فلسفة وأبحاث من وجهة نظر مسيحية.
- فلسفة الدين مقالات فلسفية ابتدائية مع أو ضد فكرة الألوهية.